# Paulhe
Paulhe település Franciaországban, Aveyron megyében. Lakosainak száma 365 fő (2022. január 1.). Paulhe Aguessac, Compeyre, La Cresse és Millau községekkel határos.

## Népesség
A település népessége az elmúlt években az alábbi módon változott:
| Lakosok száma | 150  | 231  | 288  | 355  | 373  | 393  | 389  | 373  | 371  | 365  |
|               | 1968 | 1982 | 1990 | 2006 | 2013 | 2015 | 2017 | 2019 | 2020 | 2022 |